# Belfor
Belfor Holdings, Inc. er en multinational amerikansk facility management-virksomhed, der er specialiseret i skadesservice, rengøring og ejendomsservice. Virksomheden har hovedkvarter i Birmingham, Michigan. Belfor begyndte som Quality Awnings & Construction company i Michigan i 1946. I dag har de 14.000 ansatte i 27 lande.

## Danmark
I Danmark blev Belfor Denmark A/S etableret i 1996, de har 600 ansatte fordelt på 15 centre.